# Margot and the Nuclear So and So's
I Margot and the Nuclear So and So's sono un gruppo musicale indie rock statunitense formatosi nel 2005 e originario di Indianapolis.

## Formazione
- Richard Edwards - chitarra, voce
- Tyler Watkins - basso, voce
- Heidi Gluck - tastiere, basso, voce
- Kenny Childers - chitarre, voce
- Chris Fry - batteria
- Ronnie Kwasman - chitarra
- Kate Myers - chitarra, voce
- Cameron McGill - tastiere, voce

## Discografia

### Album studio
- The Dust of Retreat (2006)
- Not Animal (2008)
- Animal! (2008)
- Buzzard (2010)
- Rot Gut, Domestic (2012)
- Sling Shot to Heaven (2014)